# Bildmått
Ett bildmått är inom matematiken ett mått som avbildar en måttstruktur från andra måttrummet till andra.

## Formell definition
Låt {\displaystyle (X,{\mathcal {F}},\mu )} vara ett måttrum och {\displaystyle (Y,{\mathcal {G}})} ett mätbart rum, dvs {\displaystyle {\mathcal {G}}} är en sigma-algebra i Y. Om {\displaystyle f:X\rightarrow Y} är en mätbar funktion är µ:s f-bildmått eller bildmåttet en funktion {\displaystyle f_{\#}\mu :{\mathcal {G}}\rightarrow [0,\infty ]} definierad som:
{\displaystyle (f_{\#}\mu )(A):=\mu (f^{-1}A),}
för {\displaystyle A\in {\mathcal {G}}}, dvs man mäta urbilder med måttet µ.
Med urbildens egenskaper man kan visa nästan:
- Tomma mängden har bildmåttet noll:

{\displaystyle (f_{\#}\mu )(\varnothing )=\mu (f^{-1}\varnothing )=\mu (\varnothing )=0;}
- Bildmåttet är σ-additiv, dvs om E1, E2, E3, ... är en uppräknelig sekvens av parvis disjunkta mängder i {\displaystyle {\mathcal {G}}} så är

{\displaystyle (f_{\#}\mu )\left(\bigcup _{i=1}^{\infty }E_{i}\right)=\mu \left(f^{-1}\bigcup _{i=1}^{\infty }E_{i}\right)=\mu \left(\bigcup _{i=1}^{\infty }f^{-1}E_{i}\right)=\sum _{i=1}^{\infty }\mu (f^{-1}E_{i})=\sum _{i=1}^{\infty }(f_{\#}\mu )(E_{i}),}
eftersom f-1E1, f-1E2, f-1E3, ... är en uppräknelig sekvens av parvis disjunkta mängder i {\displaystyle {\mathcal {F}}}. 
Dvs bildmåttet är ett mått {\displaystyle {\mathcal {G}}\rightarrow [0,\infty ]}. Så att {\displaystyle (Y,{\mathcal {G}},f_{\#}\mu )} är ett måttrum.

## Sannolikhetsfördelning
Huvudartikel: Sannolikhetsfördelning
En viktig tillämpning för bildmåttet är stokastisk variabels fördelning. Mer precist, låt {\displaystyle (\Omega ,{\mathcal {F}},\mathbb {P} )} vara ett sannolikhetsrum och {\displaystyle X:\Omega \longrightarrow \mathbb {R} } en stokastisk variabel. Så att sannolikhetsfördelning för X är ett bildmått
{\displaystyle \mathbb {P} _{X}:=X_{\#}\mathbb {P} \,.}